# إدارة التصميم

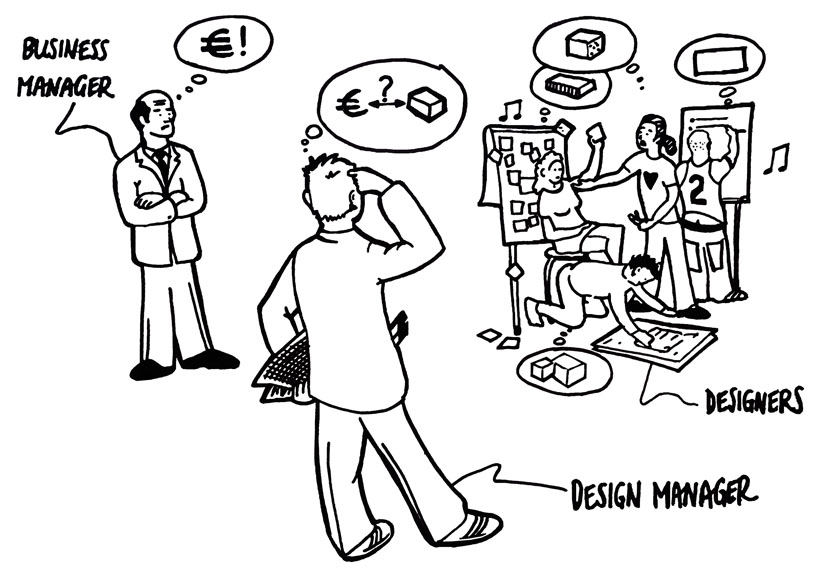

إدارة التصميم هي أحد تخصصات العمل التي تستخدم تقنيات إدارة المشاريع والتصميم والتخطيط من أجل التحكم في العمليات وبناء الهيكل التنظيمي لعملية التصميم.

## أنواع إدارة التصميم
توجد عدة أنواع لإدارة التصميم اعتمادا على نوع الأعمال وهي:
- إدارة تصميم المنتجات : تركز إدارة التصميم في الشركات المتخصصة بالمنتجات على تصميم المنتج، والتفاعل ما بين التصميم والتطوير والتسويق للمنتج.
- إدارة تصميم الخدمات.
- إدارة التصميم الهندسي: هي إدارة المعلومات والأشخاص داخل عمليات التصميم الهندسية.
- إدارة تصميم الأعمال.
- إدارة التصميم المعماري.
- إدارة التصميم العمراني.
- إدارة تصميم العلامات التجارية.

## محتويات التصميم الهندسي
الهندسة مهمة في حياة الناس، لأنها السبب في التطور في جميع المجالات عن طريق استخدام قوانين الرياضيات والفيزياء والكيمياء، وتساعد الهندسة في البيئة أيضاً، عن طريق معرفة العلاقة بين الكائنات وبيئتها.
- الرسم الهندسي
- إدارة التصميم
- مخرجات التصميم
- مدخلات التصميم
- تكوين فكرة التصميم
- تجسيد التصميم والفلسفات

## تعريف التصميم الهندسي
إنشاء الآلة أو النظام أو العملية الأكثر كفاءة لتلبية حاجة المستخدم.
إذا التصميم هو:
- حاجة: كل التصاميم تبدأ من حاجة معرفة بدقة.
- رؤية: كل التصاميم تنبع من رؤية إبداعية لتلبية الحاجة.
- المخرج: كل التصاميم تؤدي إلى نظام أو منتج أو مشروع لتلبية الحاجة.

## أهمية التصميم
91% من الشركات الناجحة هي شركات مصنعة.
75% من الشركات الناجحة صرحت أن تصميم الهندسي كان عاملا أساسيا.
التصميم الهندسي يقع في كل شيء حولنا في الكون مثل: الاتصالات، التصنيع، الحركة والقوة، الموائع، الطاقة الديناميكية الحرارية وغيرها.

## أنواع التصاميم

### التصاميم المحددة
بعض التصاميم تكون محددة أي أنها تكون مثل حل مسلة رياضية معتادة حيث إن المهندس يتبع سلسلة خطوات واضحة للوصول للتصميم الأمثل وفي هذا النوع لا يكون هناك مجال كبير للإبداع ومن المتوقع الوصول إلى نفس الحل من أكثر من مهندس.

### التصاميم غير المحددة،
التصاميم عادة تكون غير محددة ولها بعض المواصفات مثل:
- هناك حواجز قليلة.
- لا يوجد طريق واضح للحل.
- لا يوجد حل صحيح مسبق للذهن.
- عملية التصميم مستمرة حيث لا تنتهي بانتهاء الموارد وهي الوقت والمال والصبر.
- هناك تطور مستمر في فهم مخرجات التصميم وحاجات المستخدم.
- هناك ضغط على الشركات لتحويل التصاميم غير المحددة إلى تصاميم محددة قليلة التكلفة والخطر.

## وصلات خارجية
ASME